# Feofaniya
Feofaniya (en ukrainien : Феофáнія), ou Teofaniia, est un parc et quartier historique situé dans le raïon de Holossiïv, dans le Sud de Kiev, en Ukraine.

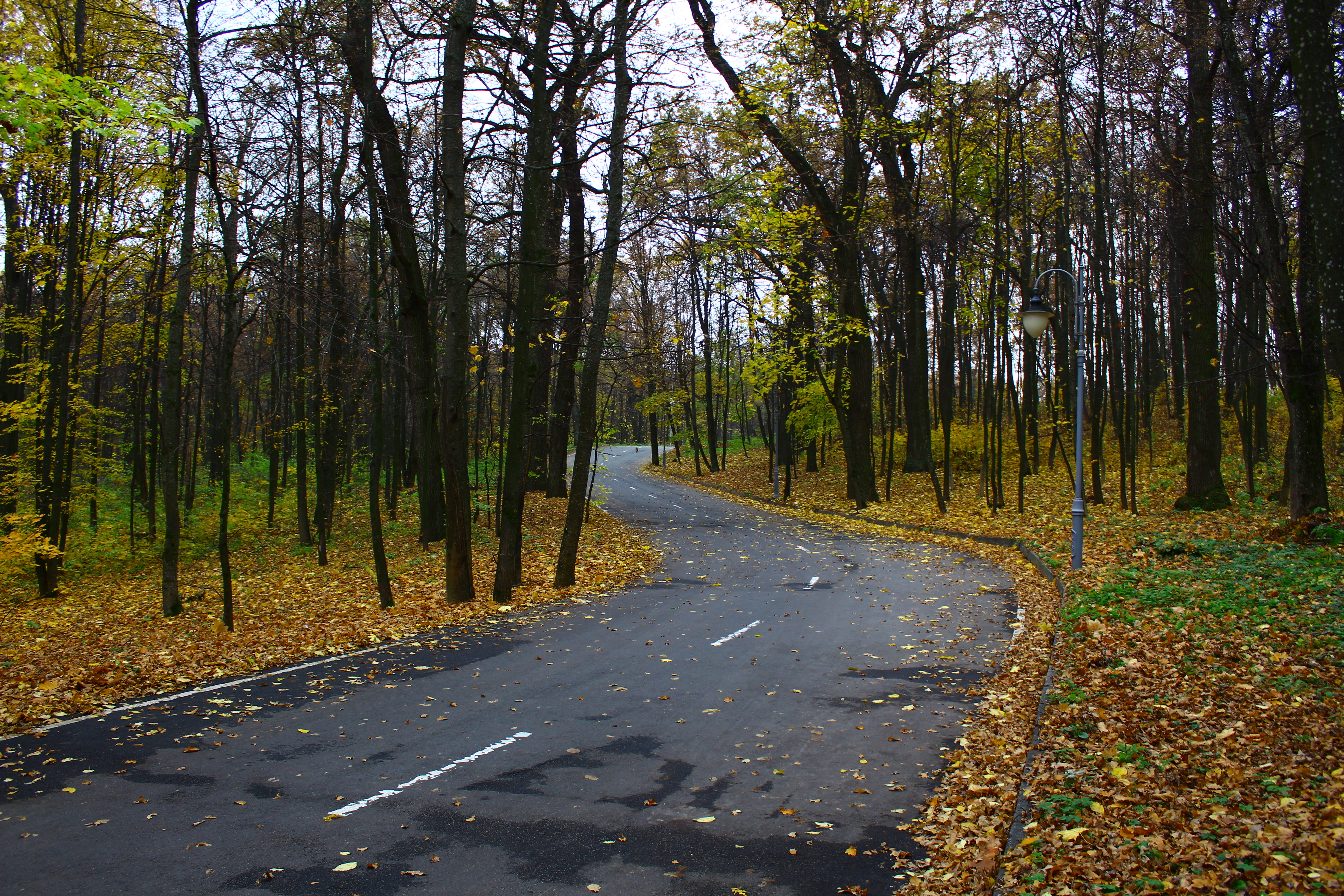
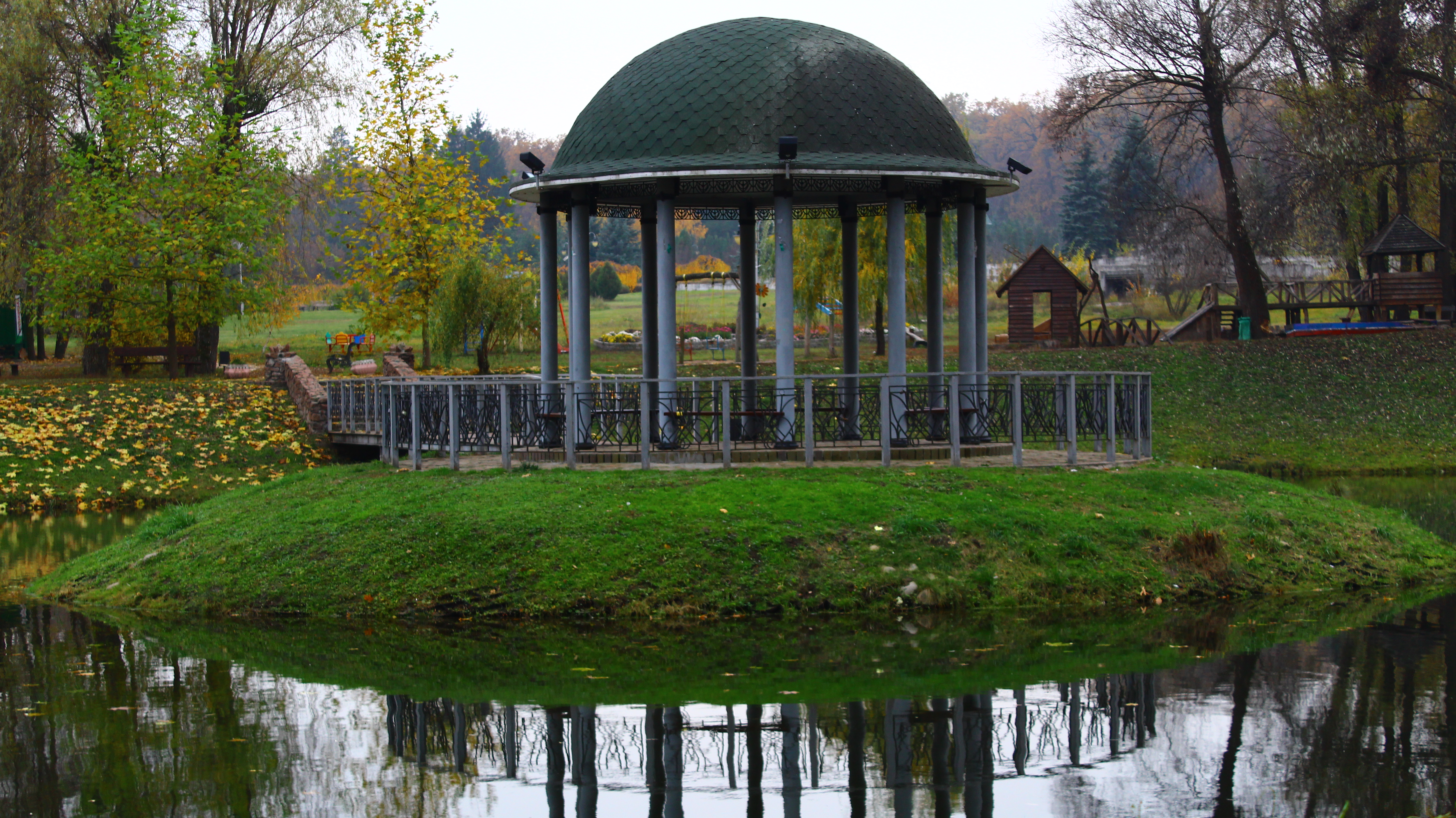
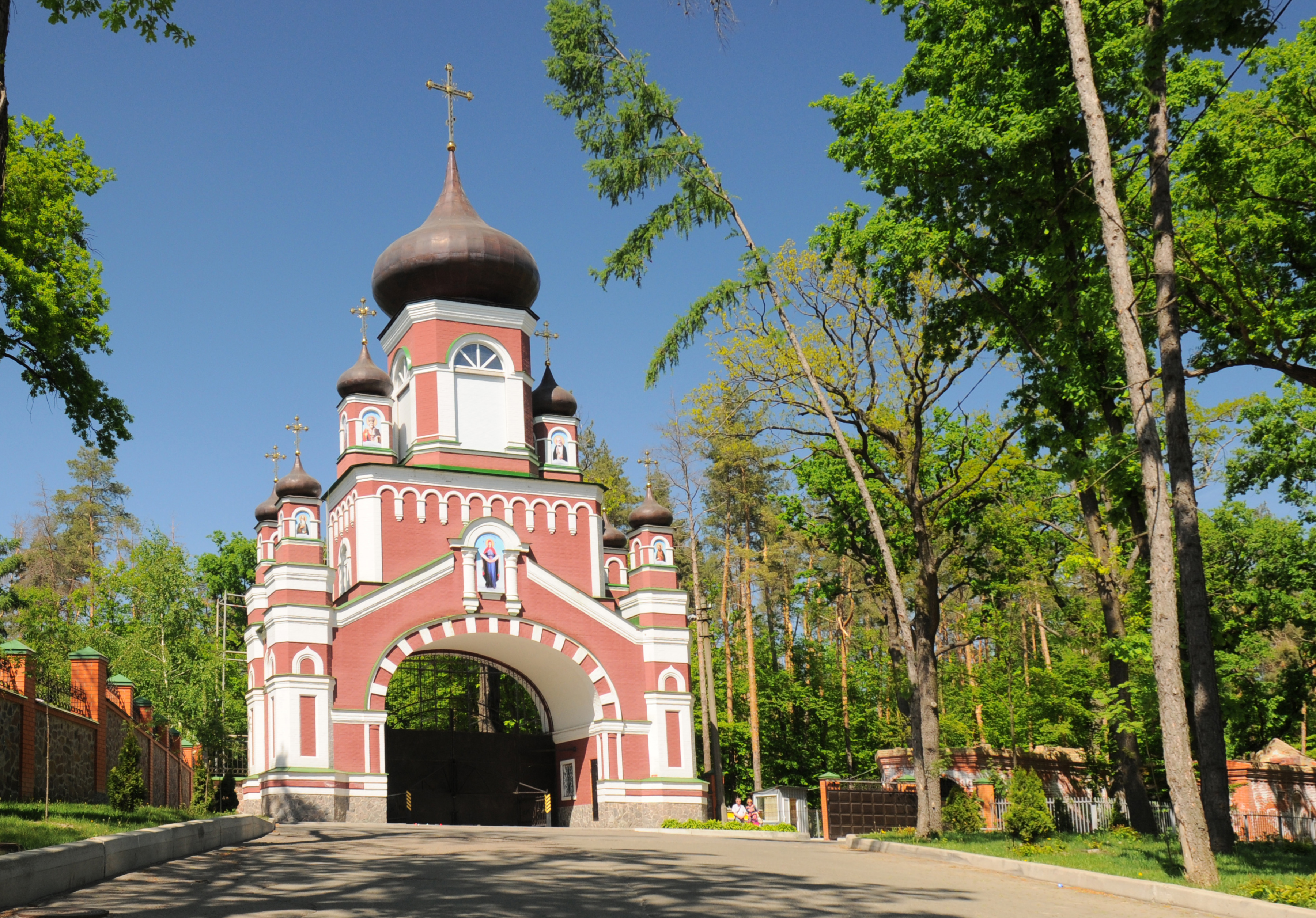
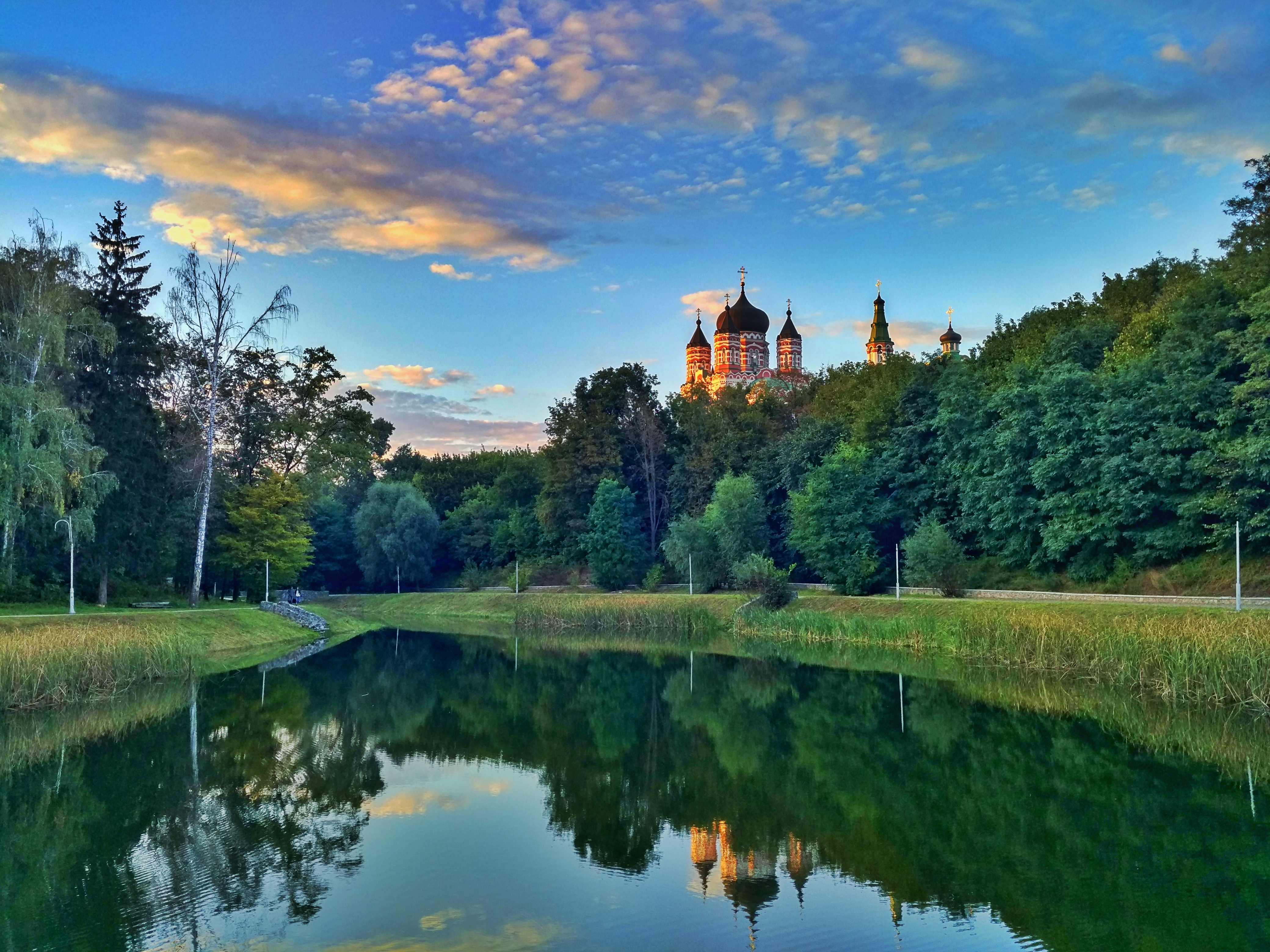
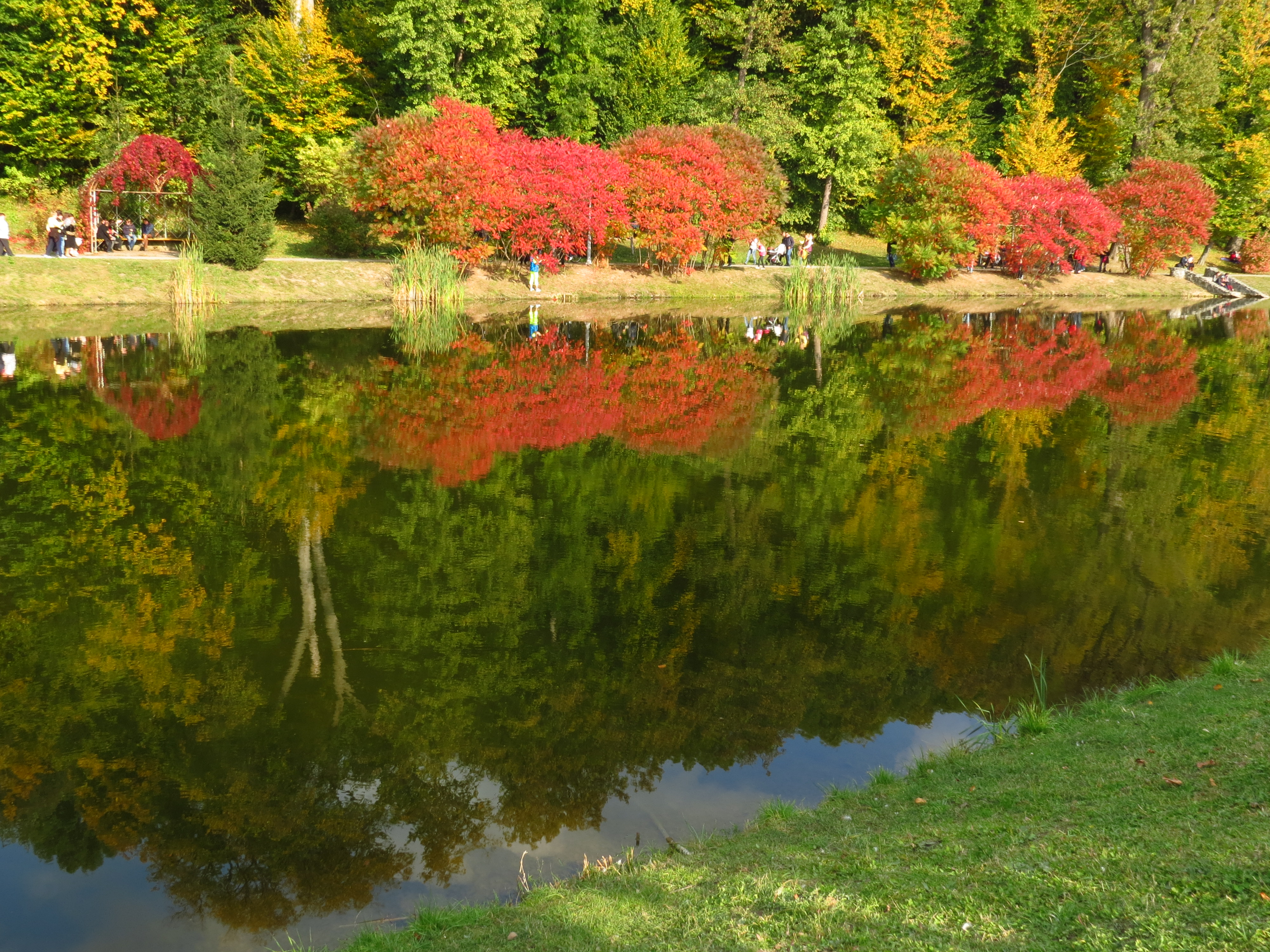